# Kouarfa
Kouarfa är ett arrondissement i kommunen Toucountouna i Benin. Den hade 9 809 invånare år 2002.